# 동해 삼화사 삼층석탑
동해 삼화사 삼층석탑(東海 三和寺 三層石塔)은 대한민국 강원특별자치도 동해시 삼화사에 있는, 남북국 시대 신라의 삼층석탑이다. 1998년 4월 6일 대한민국의 보물 제1277호로 지정되었다.

## 개요
삼화사에 있는 석탑으로, 2단의 기단(基壇) 위에 3층의 탑신(塔身)을 올린 모습이다.
비교적 높아 보이는 기단은 각 층 모두 네 면의 모서리와 가운데에 기둥 모양의 조각을 두었다. 기단의 맨윗돌에는 별도의 탑신 괴임돌을 두어 탑신을 받치도록 하였다. 탑신은 몸돌과 지붕돌을 번갈아 쌓아 올렸는데, 위층으로 올라갈수록 그 규모가 서서히 줄어든다.
여러군데에 금이 가 있고 부분적으로 훼손되었으나, 대체로 잘 남아있고 균형이 잘 잡힌 단아한 모습이다. 기단의 구성이나 별도의 석재로 탑신괴임을 둔 점 등으로 미루어 9세기 후반에 조성된 것으로 짐작된다.
1997년 4월 대웅전 앞에서 지금의 자리로 옮기면서 해체하여 복원하였는데, 이 때 위층 기단 안에서 나무 궤짝이 발견되었다. 그 안에는 곱돌로 만든 소형탑 25기와 청동제 불대좌조각 2점, 철조각 6점, 문서를 기록한 종이 1매 등이 들어있었다.

## 같이 보기
- 삼화사

## 참고 자료
- 동해 삼화사 삼층석탑 - 국가유산청 국가유산포털